# Áporka
Áporka (hongrois : Áporka [ˈaːporkɒ]) est une localité hongroise située dans le comitat de Pest.

## Site et localisation

### Topographie et hydrographie
Áporka est située sur la plaine de Csepel, qui forme la partie nord de la Petite Coumanie (Kiskunság), au sud de Budapest. La localité la plus proche est Kiskunlacháza, située à 5 kilomètres.

## Histoire
Le territoire d'Áporka est habité depuis la préhistoire, comme en témoignent les découvertes archéologiques datant de l'âge du bronze.
Le village fut longtemps une propriété royale, comme l'indique le nom de la localité voisine Szentkirály (« Saint-Roi »), qui témoigne de cette appartenance.
Au XVIIe siècle, Áporka se dépeupla totalement, probablement à la suite des guerres et des invasions ottomanes.
En 1694, Kristóf Forster repeupla le village avec des colons slovaques, mais ces derniers quittèrent la région après l'expiration des privilèges qui leur avaient été accordés.
Au XVIIIe siècle, la famille Wathay de Felsővatta devint le plus important propriétaire terrien de la localité. Par la suite, Sándor Kégl, János Kégl, Teréz Kégl et János Persay (1813-1870), puis son fils János Persay Jr. (1837-1899), furent les principaux seigneurs fonciers d'Áporka.
En 1775, en raison des crues fréquentes du Danube, le village, qui se trouvait initialement plus près du fleuve, fut déplacé vers un site plus sûr, avec l'autorisation de son propriétaire foncier.
Au début du XIXe siècle, la famille Wathay restait le principal propriétaire terrien du village.
En 1910, Áporka comptait 975 habitants, majoritairement hongrois et allemands. La répartition religieuse était la suivante :
191 catholiques romains, 752 réformés, 13 juifs.
Au début du XXe siècle, Áporka faisait partie du district de Dunavecse, au sein du comitat de Pest-Pilis-Solt-Kiskun.

## Population

### Minorités culturelles et religieuses
Lors du recensement de 2011, la population d'Áporka était composée de 88,4 % de Hongrois, 1,3 % de Roms, 0,9 % d'Allemands et 1,4 % de Roumains (11,6 % n'ont pas répondu ; en raison des identités multiples, le total peut dépasser 100 %).
Concernant l'appartenance religieuse, 20,6 % des habitants se déclaraient catholiques romains, 38,2 % réformés, 0,7 % évangéliques, 0,8 % grecs-catholiques, tandis que 12,3 % se déclaraient sans confession (25,7 % n'ont pas répondu).
En 2022, la composition ethnique était plus diversifiée, avec 76,8 % de Hongrois, 1,3 % d'Allemands, 0,6 % de Roumains, 0,4 % d'Ukrainiens, ainsi que de plus petites communautés de Grecs, Ruthènes, Roms et Polonais (0,2 % chacun), et Serbes, Arméniens et Croates (0,1 % chacun). De plus, 3,7 % appartenaient à une autre nationalité étrangère non spécifiée, tandis que 22,3 % n'ont pas répondu.
Concernant la répartition religieuse, 18,5 % des habitants se déclaraient réformés, 13,9 % catholiques romains, 0,3 % évangéliques, 0,3 % grecs-catholiques, 0,1 % juifs, 0,1 % orthodoxes, 0,5 % autres chrétiens et 0,6 % autres catholiques, tandis que 12 % se déclaraient sans confession (53,4 % n'ont pas répondu).

## Équipements

### Réseaux extra-urbains
À l'est du village, longeant ses limites habitées, passe la route principale 51, un axe important reliant Budapest aux régions du sud. L'artère principale du village est une route secondaire, la route 51 109, qui se détache de cet axe principal.
La ligne de chemin de fer Budapest–Kelebia passe non loin de la commune, bien qu'Áporka n'ait plus de gare en activité. Par le passé, un arrêt ferroviaire portant son nom existait, mais celui-ci était situé à plusieurs kilomètres du centre du village. En raison de son emplacement isolé, il fut désaffecté dans les années 1980. Il se trouvait à la frontière entre Kiskunlacháza et Délegyháza, quasiment à l'est du centre d'Áporka. Les routes qui permettaient autrefois d'y accéder sont désormais considérées comme des voies de moindre importance.

## Patrimoine local
L'un des édifices les plus remarquables d'Áporka est son église réformée, construite en 1786 dans un style baroque tardif. Son architecture sobre et élégante reflète l'influence du protestantisme dans la région.
Le village possède également un lotissement de villégiature sur les rives du Danube, attirant les visiteurs en quête de détente et de nature.
Dans l'ancien cimetière d'Áporka, on peut admirer des kopjafa sculptées, des stèles funéraires traditionnelles hongroises en bois. La majorité d'entre elles ont été réalisées par la famille Márton, une dynastie locale de sculpteurs sur bois. Cet artisanat ancestral est encore perpétué dans le village aujourd'hui.